# Saint-Just-Chaleyssin
Saint-Just-Chaleyssin este o comună în departamentul Isère din sud-estul Franței. În 2009 avea o populație de 2.471 de locuitori.

## Evoluția populației
| An        | 1975 | 1982  | 1990  | 1999  | 2006  | 2009  |
| --------- | ---- | ----- | ----- | ----- | ----- | ----- |
| Populație | 876  | 1.527 | 1.848 | 2.242 | 2.402 | 2.471 |